# Marek Kłuciński

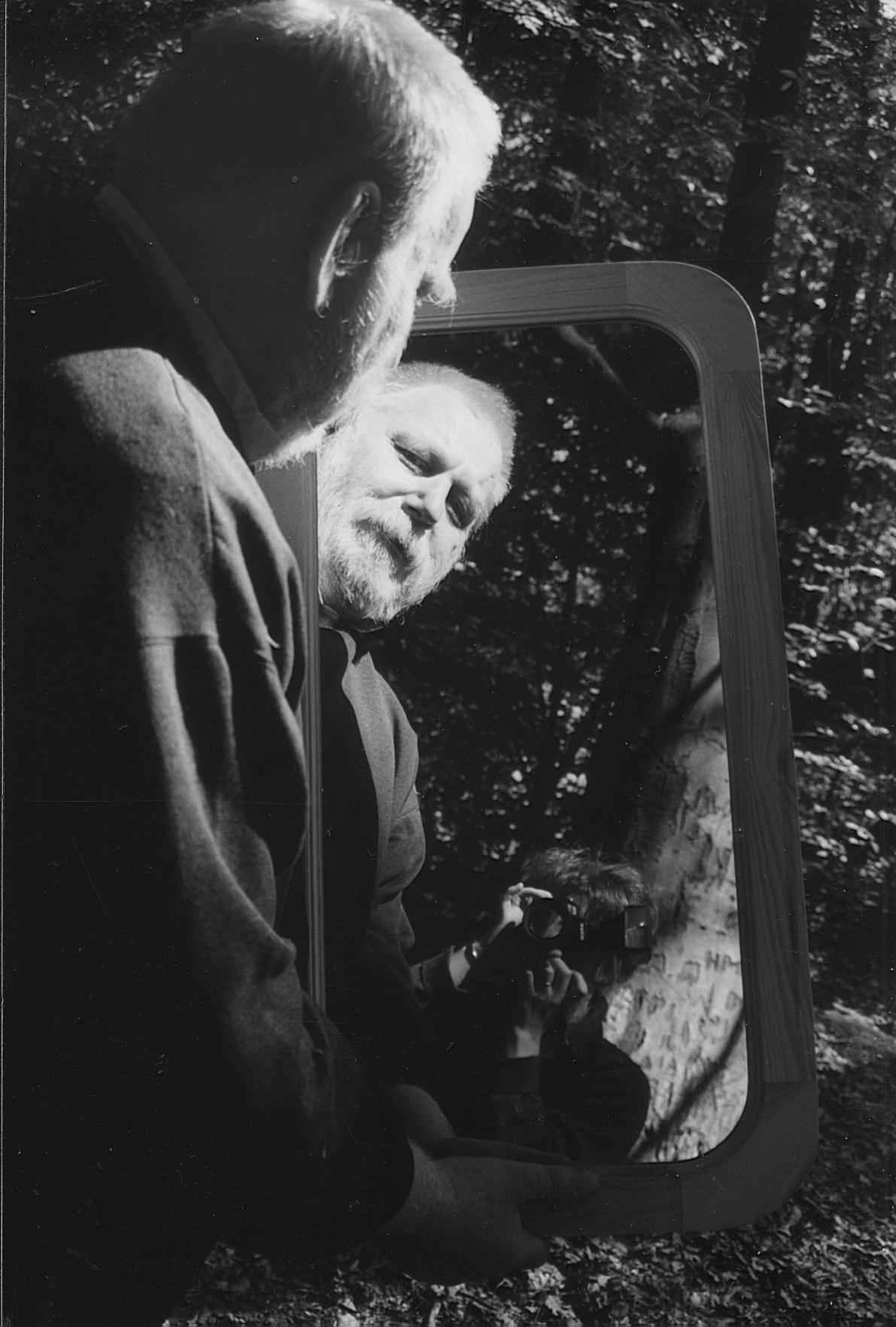
Marek "Duże Człowieki" Kłuciński

Marek Kłuciński (Duże Człowieki) (ur. 30 kwietnia 1948 w Warszawie, zm. 2 czerwca 2004 w Lublinie). Członek ruchu Mail art, poeta, tłumacz, happener, publicysta, reportażysta i informatyk.
Jako student Politechniki Warszawskiej Kłuciński aresztowany został po zamieszkach marcowych w roku 1968 i skazany na więzienie bez zawieszenia. Po odbyciu kary nie pozwolono mu już ukończyć studiów informatycznych. Został więc w tej dziedzinie samoukiem z rzetelnymi podstawami.
W roku 1980 i w stanie wojennym związany z „Solidarnością". Kursował jako kurier m.in. pomiędzy Warszawą a Lublinem, gdzie poznał przyszłą żonę, także działaczkę podziemnych struktur "S". Wkrótce oboje wyjechali z Polski do Australii. Tam Kłuciński zajął się Sztuką Poczty, uczestnicząc w ruchu do końca życia. Po Australii przyszedł czas na podróże po Indonezji i krótki okres pracy w Chinach, gdzie z ramienia ONZ zakładał sieci Novella.
Do Polski wrócili oboje po dojściu do władzy rządu Tadeusza Mazowieckiego. Kłuciński zamieszkał w Lublinie i założył firmę informatyczną, którą wkrótce stracił na rzecz nieuczciwych wspólników. Na kilka lat związał się z lubelską prasą - był np. szefem informatyków "Gazety Powszechnej - Poczta", prowadzonej przez Lecha L. Przychodzkiego, potem Andrzeja W. Pawluczuka. Oszukany - jak cały zespół - przez jej wydawcę zajął się reportażem i publicystyką dla "Tygodnika Domowego" czy "Express Faktów". Znajomość angielskiego wykorzystywał do tłumaczeń. Projektował też okładkę do ostatniego tomiku "Ogrodu/Ogrodu-2" - "czekając na podłodze na wszystkie pory życia". Etatowo pracował przez kilka lat jako informatyk w UMCS i Ośrodku Obliczeniowym Urzędu Wojewódzkiego.
W lutym 2000 roku pomagał w edycji pierwszego po 10-letniej przerwie numeru "Ulicy Wszystkich Świętych", zostając na 2 lata jej redaktorem technicznym, głównym publicystą i tłumaczem. Jeden z jego tekstów współtworzy antologię "Moje miasto" (Gdańsk 2002), w terenowych działaniach "Double Travel" brał udział jako happener,
"Duże Człowieki" był zaangażowanym obrońcą zasobów przyrodniczych, ale też praw Tybetu do samostanowienia. W ramach Komitetu Wolny Kaukaz wspierał działania na rzecz wolności Czeczenii i pomocy dla uchodźców tej republiki.
Bezrobocie, na którym się znalazł, spowodowało u Kłucińskiego załamanie nerwowe. Lublin uważał za miasto ludzi, których objął powojenny partyjny awans społeczny, powodując swoistą atmosferę bierności oraz samozadowolenia i czuł się w nim źle. Do Warszawy wrócić nie zdążył. Dwa tygodnie walczył ze skutkami wylewu krwi do mózgu. Odszedł 2 czerwca 2004 r. Dla "Double Travel" był na tyle niezastąpionym, iż po śmierci Kłucińskiego uległa rozwiązaniu.